# Haus Thorr
Haus Thorr ist einer der kleineren Landsitze an der Erft. Das Herrenhaus gehört zum gleichnamigen Ortsteil der Stadt Bergheim im Rhein-Erft-Kreis.

## Lage
Burg und die ihren Namen von der Burg herleitende Ortschaft liegen am Erftübergang der bedeutenden hier noch schnurgerade erkennbaren Römerstraße von Köln (Colonia Claudia Ara Agrippinensium) nach Tongern, dem antiken Aduatuca Tungrorum, die heute Via Belgica genannt wird.
Die heutige Straße, die Bundesstraße 55, umgeht den Ort, bedingt durch den Abbau der Braunkohle im mittleren Teil des Rheinischen Braunkohlereviers. Sie kreuzt hier die römische Bezirksstraße von Zülpich (Tolbiacum) nach Neuss (Novaesium), heute Bundesstraße 477. Dazu stößt noch die die Erft begleitende Straße von Lechenich her hier dazu. Heute verläuft – jenseits der Erft – der Erft-Radweg. Der Radrundweg Bergheimer Acht führt mit seiner südlichen Runde an vier Burgen vorbei. Auch eine der Teilstrecken der Wasserburgen-Route ist hier ausgewiesen.

## Geschichte
Der Name Thorr legt nahe, ihn von einem römischen Befestigungsturm turris herzuleiten. Der Ort wird erstmals als Ture 997 (zweifelhaft auch Düren bei Witten) möglich, siehe Thorr, eine Brücke Thurre über den Fluss Arnefe 1051 und ein Ritter Rudolf von Turre 1140 erwähnt. Die jeweiligen Burgherren wurden von den Grafen von Jülich belehnt.
Ein Gisilbrecht von Thurre war 1335 Vogt in Bergheim. Die Burg zählte zu den insgesamt 238 jülischen Rittersitzen. 1506 kommt der Besitz durch Heirat von Fritza von Thorre mit Bernhard von Weworden, genannt Bulver, an das damals auf Burg Drove sitzende Geschlecht. Einer der Nachfahren, Adam (von) Drove (* um 1575/1580) kaufte sich den Besitz zum Alleinbesitz zusammen. Sein ältester Sohn, Adam Bertram Droeff, Lic.jur, erbte den Rittersitz, starb aber 1679 unverheiratet und kinderlos in Merode.
Es erbten zwei Nichten, Töchter von Sybilla Christina (von) Drove, († 1662/1663) und Bernhard Kox, der Ehemann seiner Schwester Sybilla Catharina van Wevorden genannt Droff. Sybilla Catharina war bereits im Winter 1666 während einer Pestepidemie auf Schloss Merode gestorben. Die Nichten verkauften die von ihrem Onkel Bertram geerbten Anteile an Bernardus Kox, der nun alleiniger Besitzer war. Dieser nächste Wechsel durch Heirat lässt sich auch am Allianzwappen über dem Eingangsportal des Herrenhauses ablesen: Bernhard Kox, Drossard der Freybaner Herrschaft Merode und Sybilla Catharina van Wevorden genannt Droff, gewesene Eheleute, Anno 1680. Von ihm wird 1680 das neue Herrenhaus erbaut. Auf einem Bild von 1723 zeigt sich der Hof noch als regelmäßige, dreiflügelige und von drei Türmen bewehrte Anlage. 1796, zu Beginn der Franzosenzeit, kam der Besitz durch Heirat in bürgerliche Hände, Johann Anton Türk wurde Burgherr. Einer seiner Nachkommen ließ 1860 noch einmal renovieren und zum Teil umbauen. Das Datum steht im Eisengitter der festen Brücke.

## Baubeschreibung

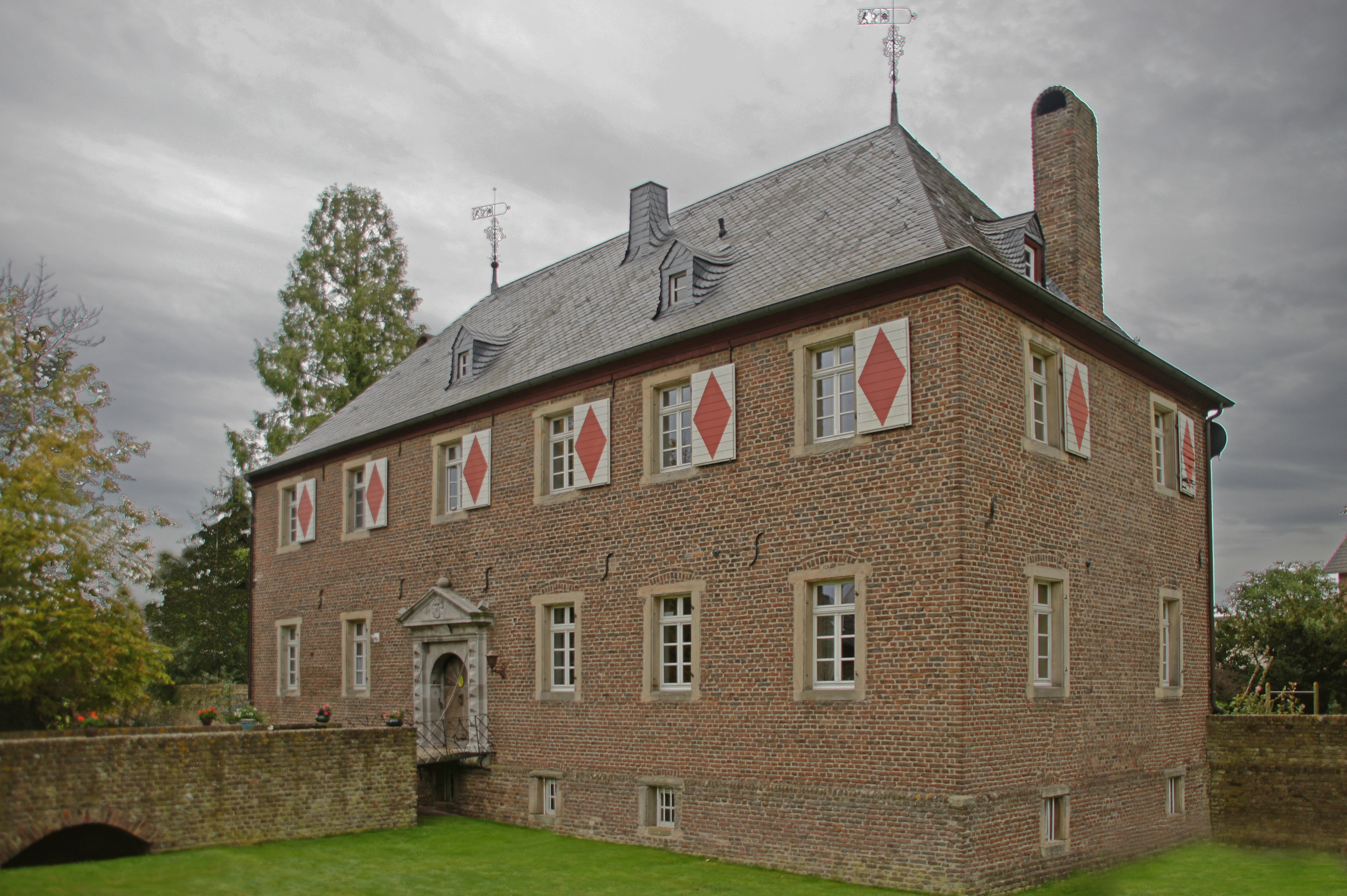
Burg Thorr, Herrenhaus

Das zweigeschossige schlichte rechtwinklig zur Straße stehende Herrenhaus von 1680, ein Backsteinbau mit sechs Achsen und einem Walmdach mit kleinen Dachgauben und zwei an den Firstenden aufgesetzten Wetterfahnen, ist bedeutsam. Schmuck ist das Portal aus Hausteinen mit Dreiecksgiebel mit dem Wappen. Zu sehen sind noch die Löcher für die Kette der ehemaligen Zugbrücke. Der parallel zur Straße stehende langgestreckte Ostflügel der Vorburg wurde 1884 erneuert. Der zweite Flügel existiert nicht mehr. Die Wassergräben sind mittlerweile trocken.